# Wooldridge
Wooldridge és una població dels Estats Units a l'estat de Missouri. Segons el cens del 2000 tenia 47 habitants.

## Demografia
Segons el cens del 2000, Wooldridge tenia 47 habitants, 18 habitatges, i 10 famílies. La densitat de població era de 302,4 habitants per km².
Dels 18 habitatges en un 38,9% hi vivien nens de menys de 18 anys, en un 44,4% hi vivien parelles casades, en un 11,1% dones solteres, i en un 38,9% no eren unitats familiars. En el 27,8% dels habitatges hi vivien persones soles el 5,6% de les quals corresponia a persones de 65 anys o més que vivien soles. El nombre mitjà de persones vivint en cada habitatge era de 2,61 i el nombre mitjà de persones que vivien en cada família era de 3,18.
Per edats la població es repartia de la següent manera: un 27,7% tenia menys de 18 anys, un 10,6% entre 18 i 24, un 34% entre 25 i 44, un 25,5% de 45 a 60 i un 2,1% 65 anys o més.
L'edat mediana era de 32 anys. Per cada 100 dones de 18 o més anys hi havia 100 homes.
La renda mediana per habitatge era de 45.000 $ i la renda mediana per família de 45.938 $. Els homes tenien una renda mediana de 25.000 $ mentre que les dones 22.500 $. La renda per capita de la població era de 13.781 $. Entorn del 15,4% de les famílies i el 29,6% de la població estaven per davall del llindar de pobresa.

## Poblacions més properes
El següent diagrama mostra les poblacions més properes.